# Mistrzostwa Rumunii w rugby union (1931)
Mistrzostwa Rumunii w rugby union 1931 – szesnaste mistrzostwa Rumunii w rugby union. Tytuł zdobyty przed rokiem obronili zawodnicy AP Stadiul Român București.
Niektóre z wyników meczów rozegranych przez mistrzów kraju przeciwko:
- RCB 3:0
- TCR 17:3 i 40:3
- Viforul Dacia 25:0
- Sportul Studențesc 6:5
- PTT 12:13